# 野村優夫
野村 優夫（のむら まさお、1969年10月24日 - ）は、日本放送協会 (NHK) のチーフアナウンサー。
神奈川県茅ヶ崎市出身。浅野高等学校、早稲田大学卒業。大学を卒業後、1992年にNHKに入局。
2024年度からは打越裕樹に変わって、NHKジャーナルのキャスターを務めることが2024年2月14日に発表された。

## 担当番組
☆印は現在担当中。

### 長崎放送局時代（1度目）
- イブニングネットワークながさき
- スポーツ中継

### ラジオセンター時代（1度目）
- ラジオあさいちばん - 制作担当[2]

### 東京アナウンス室時代（1度目）
- 生活ほっとモーニング - リポーター[3]
- 今夜もあなたのパートナー -金曜アクセスライン-
- NHKニュース10[7] - フィールドキャスター[矛盾 ⇔ NHKニュース10]（2005年4月 - 2006年3月）
- 特報首都圏（2006年4月 - 2008年3月）

### 大阪放送局時代
- かんさい熱視線 - キャスター[4]（2011年4月 - 2014年3月）

### ラジオセンター時代（2度目）
- ラジオあさいちばん - キャスター[5]（2014年4月 - 2015年3月20日）
- NHKマイあさラジオ - キャスター[8]（2015年4月6日 - 2019年3月22日）

### 札幌放送局時代
- 北海道クローズアップ（2019年4月5日 - 2020年3月）
- 北海道道 - キャスター[9]（2020年4月 - 2021年3月、不定期）
- 北海道スペシャル（不定期）

### 長崎放送局時代（2度目）
- イブニング長崎
  - 木花牧雄の代理キャスター（2022年7月21日、2023年1月25日）
- はっけんラジオ（2023年3月10日・進行）
- 統一地方選挙2023長崎 開票速報（中継：2023年4月23日)
- 普賢岳災害 個人補償を求めた闘い“情熱のバトン”はつながった（2022年12月3日・制作・R1）
- 長崎原爆の日ラジオ特集「被爆3世 語り継ぐ言葉を探して」（2023年8月9日・制作・R1）
- マイあさ!
  - 田中孝宜の代理キャスター（2023年8月14日 - 18日）[10]
- ぎゅっと!長崎
  - 木花牧雄の代理キャスター（2023年10月3日、11月2日）
- 長崎県のニュース・中継・リポート
- ニュース845長崎（不定期）
- ぎゅぎゅっと!長崎（不定期）

### 東京アナウンス室時代（2度目）、ラジオセンター時代（3度目）
- NHKジャーナルメインキャスター（2024年4月1日 - ）[11]

## 同期
- 伊藤由紀子、大橋信之、小野文惠、緒方啓三、小笹俊一、加藤謙介、栗田勇人、里匠、三瓶宏志、鈴木理司、高井真理子、高鍬亮、田中秀喜、田淵雅俊、出山知樹、所浩英、鳥海貴樹、中尾晃一郎、中村豊、荷方賢治、福田光男、藤本憲司、堀井洋一、真下貴、本沢一郎、八尋隆蔵、山本美希[12]。